# Allison DuBois
Allison DuBois (Phoenix, 24 gennaio 1972) è una scrittrice e presunta medium statunitense.

## Biografia
DuBois ha dichiarato di utilizzare le proprie capacità extrasensoriali per aiutare le forze dell'ordine statunitensi per risolvere alcuni crimini. I suoi presunti poteri sono stati testati da Gary Schwartz dell'Università dell'Arizona, che ha confermato le dichiarazioni della donna, benché alcuni scettici abbiano sottolineato la presenza di difetti sia nelle ricerche di Schwartz sia nelle dichiarazioni di DuBois. Infatti la descrizione fornita da DuBois nel caso di uno stupratore seriale (chiamato dai media americani Baseline Rapist) si è dimostrata di scarso valore investigativo. Ad oggi non esiste alcuna prova concreta che confermi la veridicità delle affermazioni di DuBois, anche in considerazione del fatto che la comunicazione con i defunti e le percezioni extrasensoriali sono considerate pseudoscienze.
Il serial televisivo Medium, iniziato nel 2006, è ispirato alle sue esperienze. Nel telefilm il personaggio di Allison DuBois è interpretato da Patricia Arquette, mentre la stessa DuBois lavora come consulente per la serie.
Relativamente alle proprie capacità di medium, Allison DuBois ha pubblicato tre libri Don't Kiss Them Goodbye (2005), We Are Their Heaven: Why the Dead Never Leave Us (2006) e Secrets of the Monarch: How the Dead Can Teach Us About Living a Better Life.